# 타키스 이코노모풀로스
파나요티스 "타키스" 이코노풀로스(그리스어: Παναγιώτης "Τάκης" Οικονομόπουλος, 1943년 10월 19일 ~ 2025년 2월 10일)는 은퇴한 그리스의 축구 골키퍼이다.
1963년, 스톄판 보베크가 파나티나이코스 감독으로 부임했을때, 타키스 이코노모풀로스는 프로오데프티키에서 파나티나이코스로 이적했다. 그는 파나티나이코스에서 활약하면서 인상적인 선방 능력으로 명성을 쌓아 "새" (η πτηνά) 라는 별명을 얻었다.
파나티나이코스 시절, 그는 1,088분동안 상대 공격을 무실점 (13경기에 걸친 기록, 그리스 역대 최장기간)으로 막아냈다. 그의 대기록은 1965년 1월 17일부터 1965년 5월 9일까지 기록했다. 타키스 이코노모풀로스는 전세계 1부리그 역대 19위의 최장기간 무실점 기록을 기록 (그리스 기록 2위는 38위의 파나티나이코스의 바실리스 콘스탄티누가 1979년 12월 30일부터 1980년 3월 16일까지 기록한 988분이다.) 하였다.
그는 파나티나이코스 소속으로 1971 유러피언컵 결승전에 참가한 전적이 있다.
이코노풀로스는 자택에 체육관을 차려 그곳에서 추가적인 훈련을 했다. 당시 "새" (η πτηνά) 와 가까이 지내고 훈련하는 모습을 지켜봤던 소년은 이오안니스 키라스타스였다.
프로오데프티키와 파나티나이코스 외에도, 이코노모풀로스는 아폴론 스미르니와 파나하이키에서도 활약했었다. 현역 은퇴 후, 그는 파나티나이코스의 골키퍼 코치가 되었다.
2002년, 타키스 이코노모풀로스는 세르히오 마르카리안 감독이 올림피아코스전 이후의 징계로 40일간 경기장 출입이 금지되자 이 기간 동안 감독대행을 맡아 팀을 4경기 동안 이끌었다.